# アカデミー国際長編映画賞香港代表作品の一覧

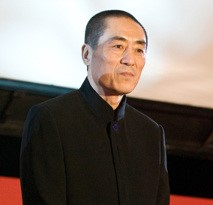
香港代表作で初めてノミネートされた『紅夢』を監督したチャン・イーモウ。

アカデミー国際長編映画賞香港代表作品の一覧（アカデミーこくさいちょうへんえいがしょうほんこんだいひょうさくひんのいちらん）を示す。香港は1959年に初めてアカデミー国際長編映画賞に映画を出品した。アカデミー国際長編映画賞はアメリカ合衆国の映画芸術科学アカデミー（AMPAS）が主催し、アメリカ合衆国以外の国で製作され、主要な会話が英語以外で占められた長編映画を対象としている。香港代表作は香港の映画産業協会（Motion Picture Industry Association）により選出されている。
香港、中国、台湾はAMPASからは個別の存在として認識されており、それぞれが代表作を提出している。2020年度までに本戦ノミネートに至ったのは『紅夢』（1991年）、『さらば、わが愛/覇王別姫』（1993年）、『少年の君』（2020年）の3作であり、そのうちデレク・ツァンのみが香港出身監督である。香港映画の特徴の1つとして独特の広東語の使用が挙げられるが、広東語の作品は代表作の約半数である。2006年度にアカデミー作品賞を獲得した『ディパーテッド』は香港映画の『インファナル・アフェア』のリメイクであるが、『インファナル・アフェア』の方はノミネートされなかった。
最も多く香港代表作を手がけた監督はジョニー・トーとリー・ハンシャンの3回、次いでユー・フェン、ワイ・カーファイ、キン・フー、アン・ホイ、イム・ホー、ウォン・カーウァイの2回である。
2002年度の2004年度の香港代表作はアカデミー側により規定違反であると判断されて失格となった。

## 代表作
1956年よりAMPASは外国語映画賞を設置し、各国のその年最高の映画を招待している。外国語映画賞委員会はプロセスを監視し、すべての応募作品を評価する。その後、委員会は5つのノミネート作品を決定するために秘密投票を行う。
以下は香港代表作の一覧である。
| 年 （授賞式）   | 日本語題                               | 出品時の英題                  | 原題           | 言語                 | 監督                                                                    | 結果       |
| --------------- | -------------------------------------- | ----------------------------- | -------------- | -------------------- | ----------------------------------------------------------------------- | ---------- |
| 1959 （第32回） |                                        | For Better, for Worse         | 雨過天青       | 標準中国語           | ユー・フェン                                                            | 落選       |
| 1960 （第33回） | 真説チャイニーズ・ゴースト・ストーリー | The Enchanting Shadow         | 倩女幽魂       | 標準中国語           | リー・ハンシャン                                                        | 落選       |
| 1963 （第36回） |                                        | The Love Eterne               | 梁山伯与祝英台 | 標準中国語           | リー・ハンシャン                                                        | 落選       |
| 1964 （第37回） |                                        | Between Tears and Laughter    | 新啼笑姻缘     | 標準中国語           | ホウ・メンホア、ユー・フェン、トウ・シン Luo Zhen、Yen Chun、Hsieh Chun | 落選       |
| 1966 （第39回） | 大酔侠                                 | Come Drink with Me            | 大醉俠         | 標準中国語           | キン・フー                                                              | 落選       |
| 1969 （第42回） |                                        | The Arch                      | 董夫人         | 標準中国語           | Tang Shu Shuen                                                          | 落選       |
| 1976 （第49回） |                                        | The Last Tempest              | 瀛台泣血       | 標準中国語           | リー・ハンシャン                                                        | 落選       |
| 1979 （第52回） | 空山霊雨                               | Raining in the Mountain       | 空山灵雨       | 標準中国語           | キン・フー                                                              | 落選       |
| 1984 （第57回） | ホームカミング                         | Homecoming                    | 似水流年       | 広東語               | イム・ホー                                                              | 落選       |
| 1989 （第62回） | 七小福                                 | Painted Faces                 | 七小福         | 広東語               | アレックス・ロウ                                                        | 落選       |
| 1990 （第63回） |                                        | Eight Taels of Gold           | 八兩金         | 広東語               | メイベル・チャン                                                        | 落選       |
| 1991 （第64回） | 紅夢                                   | Raise the Red Lantern         | 大紅燈籠高高掛 | 標準中国語           | チャン・イーモウ                                                        | ノミネート |
| 1993 （第66回） | さらば、わが愛/覇王別姫                | Farewell My Concubine         | 霸王別姬       | 標準中国語           | チェン・カイコー                                                        | ノミネート |
| 1994 （第67回） | 息子の告発                             | The Day the Sun Turned Cold   | 天国逆子       | 標準中国語           | イム・ホー                                                              | 落選       |
| 1995 （第68回） | 女人、四十。                           | Summer Snow                   | 女人，四十     | 広東語               | アン・ホイ                                                              | 落選       |
| 1996 （第69回） | 喝采の扉/虎度門                        | Hu-Du-Men                     | 虎度門         | 広東語               | シュウ・ケイ                                                            | 落選       |
| 1998 （第71回） | メイド・イン・ホンコン                 | Made in Hong Kong             | 香港製造       | 広東語               | フルーツ・チャン                                                        | 落選       |
| 1999 （第72回） |                                        | Ordinary Heroes               | 千言萬語       | 広東語               | アン・ホイ                                                              | 落選       |
| 2000 （第73回） | 花様年華                               | In the Mood for Love          | 花樣年華       | 広東語上海語         | ウォン・カーウァイ                                                      | 落選       |
| 2001 （第74回） | フルタイム・キラー                     | Fulltime Killer               | 全职杀手       | 広東語、日本語、英語 | ワイ・カーファイ、ジョニー・トー                                        | 落選       |
| 2002 （第75回） | レジェンド 三蔵法師の秘宝              | The Touch                     | 天脈傳奇       | 英語                 | ピーター・パウ                                                          | 失格       |
| 2003 （第76回） | インファナル・アフェア                 | Infernal Affairs              | 無間道         | 広東語               | アンドリュー・ラウ、アラン・マック                                      | 落選       |
| 2004 （第77回） | マッスルモンク                         | Running on Karma              | 大隻佬         | 広東語               | ワイ・カーファイ、ジョニー・トー                                        | 失格       |
| 2005 （第78回） | ウィンター・ソング                     | Perhaps Love                  | 如果•愛        | 標準中国語、広東語   | ピーター・チャン                                                        | 落選       |
| 2006 （第79回） | 女帝 ［エンペラー］                    | The Banquet                   | 夜宴           | 標準中国語           | フォン・シャオガン                                                      | 落選       |
| 2007 （第80回） | エグザイル/絆                          | Exiled                        | 放逐           | 広東語               | ジョニー・トー                                                          | 落選       |
| 2008 （第81回） | 画皮 あやかしの恋                      | Painted Skin                  | 畫皮           | 標準中国語           | ゴードン・チャン                                                        | 落選       |
| 2009 （第82回） |                                        | Prince of Tears               | 淚王子         | 標準中国語           | ヨン・ファン                                                            | 落選       |
| 2010 （第83回） |                                        | Echoes of the Rainbow         | 歲月神偷       | 広東語               | アレックス・ロウ                                                        | 落選       |
| 2011 （第84回） | 桃さんのしあわせ                       | A Simple Life                 | 桃姐           | 広東語               | アン・ホイ                                                              | 落選       |
| 2012 （第85回） | 奪命金                                 | Life Without Principle        | 奪命金         | 広東語               | ジョニー・トー                                                          | 落選       |
| 2013 （第86回） | グランド・マスター                     | The Grandmaster               | 一代宗師       | 標準中国語、広東語   | ウォン・カーウァイ                                                      | 最終選考   |
| 2014 （第87回） | 黄金時代                               | The Golden Era                | 黄金时代       | 標準中国語           | アン・ホイ                                                              | 落選       |
| 2015 （第88回） | 疾風スプリンター                       | To the Fore                   | 破風           | 標準中国語           | ダンテ・ラム                                                            | 落選       |
| 2016 （第89回） | 九龍猟奇殺人事件                       | Port of Call                  | 踏血尋梅       | 広東語               | フィリップ・ユン                                                        | 落選       |
| 2017 （第90回） | 誰がための日々                         | Mad World                     | 一念無明       | 広東語               | ウォン・ジョン                                                          | 落選       |
| 2018 （第91回） | オペレーション:レッド・シー            | Operation Red Sea             | 红海行动       | 標準中国語           | ダンテ・ラム                                                            | 落選       |
| 2019 （第92回） | ホワイト・ストーム                     | The White Storm 2: Drug Lords | 掃毒2天地對決  | 広東語               | ハーマン・ヤウ                                                          | 落選       |
| 2020 （第93回） | 少年の君                               | Better Days                   | 少年的你       | 標準中国語           | デレク・ツァン                                                          | ノミネート |
| 2021 （第94回） | ゼロからのヒーロー                     | Zero to Hero                  | 媽媽的神奇小子 | 広東語               | ワン・チーマン                                                          | 落選       |
| 2022 （第95回） |                                        | Where the Wind Blows          | 風再起時       | 広東語               | フィリップ・ユン                                                        | 落選       |